# عامل بالجنس

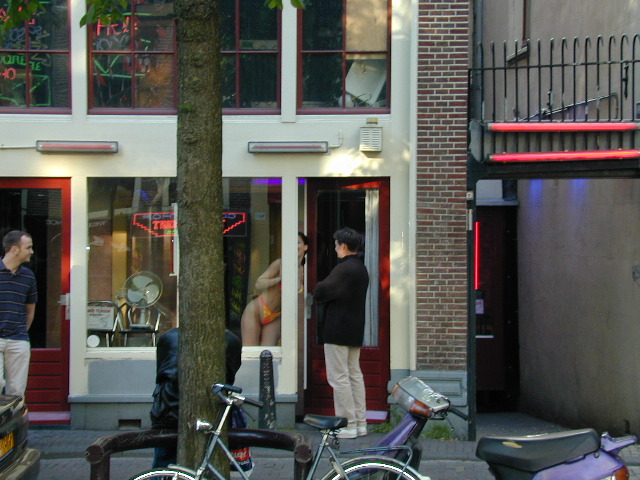
بائعة هوى في مقاطعة الضوء الأحمر بأمستردام تتحدث إلى زبون مُحتمل

العامل بالجنس هو شخص تم توظيفه في صناعة الجنس. المصطلح يُستخدم للإشارة إلى جميع المتواجدين في مناطق صناعة الجنس، متضمنًا جميع القائمين على الخدمات الجنسية المباشرة، وكذلك طاقم العمل في مثل هذه الصناعات. يتلقى بعض العاملين بالجنس أجرًا على قيامهم بالأفعال الجنسية، أو قيامهم بسلوكيات فاضحة تحتوي على درجات مختلفة من الاتصال الجسدي أو المادي مع العملاء (العهرة وما إلى ذلك، لكن ليس كل صاحب مهنة رئيسية في المجال يقوم بذلك)؛ فعارضات البورنوغرافا والممثلون ينخرطون في سلوكيات جنسية فاضحة وصريحة والتي تكون مُصورة في هيئة فيلم، أو مجرد صور مُلتقطة دون اتصال مباشر. أيضًا العاملين بالتهاتف الجنسي يقومون بمحادثات تتمحور حول المواضيع الجنسية مع العملاء، كما أنهم يقومون بلعب الأدوار الجنسية سماعيًّا من أجل إمتاعهم.
بجانب وجود بعض العاملين بالجنس الأخرين يتم الدفع لهم للانخراط في أداء جنسي حيّ ومباشر، مثل الجنس عبر كاميرا الانترنت ، فبالتالي يقومون بعروض جنسية حيّة للآخرين. أما البعض الآخر قد يقوم بعمل رقصات جنسية وشهوانية وأفعال أخرى من أجل الجمهور (التعرّي، الرقص الإغرائي على الموسيقى، الرقص بين أحضان العميل، الاستعراض الهزلي المُستحدث، والعروض المتمركزة حول أفعال العاملين والمؤديين من خلال فتحة صغيرة). أيضًا البدائل الجنسيون عادة ما ينخرطون في نشاطات جنسية كجزء من العلاج الخاص بالعملاء. لذلك فمصطلح العامل بالجنس يُمكن أن يكون مرادفًا أو كناية عن بائع الهوى، فذلك سيكون أكثر عمومية. هذا المصطلح يُمكن أيضًا أن يُشير للأفراد الذين لا يشاركون بشكلٍ مباشر في النشاطات الجنسية مثل الراقصات على العمود أو المجربين للألعاب الجنسية. ومثال آخر للعالمين بالجنس، والذي لا نستطيع أن ندرجه أسفل مصطلح «بائعي الهوى»، هو الشخص البالغ الذي يدير مُعاملات العاملين بالصناعة، وهو الذي يناقش ويضمن تنفيذ الأدوار البورنوغرافية من أجل رضى العملاء. أيضًا هناك المصورون البورنوغرافيّون الذين يصورون ويعدّلون المواد الإباحية، بجانب وجود الأشخاص القائمين على تقييم المواد الإباحية نفسها، عبر مشاهدة وتقييم العمل. هذه كانت بعض الأمثلة للعاملين بالجنس الذين لا يشتركون مباشرة في الفعل الرئيسي، وبهم وضّحنا أن مصطلح العامل بالجنس ليس بالضرورة أن يشير إلى الأشخاص الذين يُبادلون الخدمات الجنسية المباشرة مقابل السلع.
بعض الناس يستخدمون مصطلح العامل بالجنس لتفادي العار الداخلي المصاحب لمصطلح بائع الهوى أو العاهر. أيضًا استخدام ذلك المصطلح عوضًا عن ذلك يمكّن الأفراد العاملين بتلك الصناعة أن تتم تفرقتهم عن القائمين فعلًا بالأفعال الجنسية الصريحة، وتمنع الخلط بينهم. بجانب أن استخدام نفس الاستيعاض الاصطلاحي يبرهن السيادة المطلقة من العامل بالمجال على قراراته الشخصية، وأنه يعمل فيه برغبته الشخصية. يتجادل البعض حول أن الذين يستخدمون مصطلح العامل بالجنس بدلًا من بائع الهوى، هم أشخاص يحاولون الفصل بين حياتهم المهنية، وحياتهم الشخصية. فوصف أحد ما بالعامل بالجنس يُشير إلى أن هذا الفرد يمكن لحياته أن تحمل أوجهًا عديدة، وليس بالضرورة أن يتم تحديدها بناءً على الوظيفة التي يقوم بها.
والجدير بالذكر أنه يجب أن ندرك أن العمل بالجنس يختلف عن الاستغلال الجنسي، أو إجبار الشخص على ارتكاب أفعال جنسية عنوة، فالعمل بالجنس هو اختياري وتطوعي تمامًا. «... وهو يمثل التبادل التجاري البحت بين الجنس، والمال أو السلع».

## الأصل الاصطلاحي

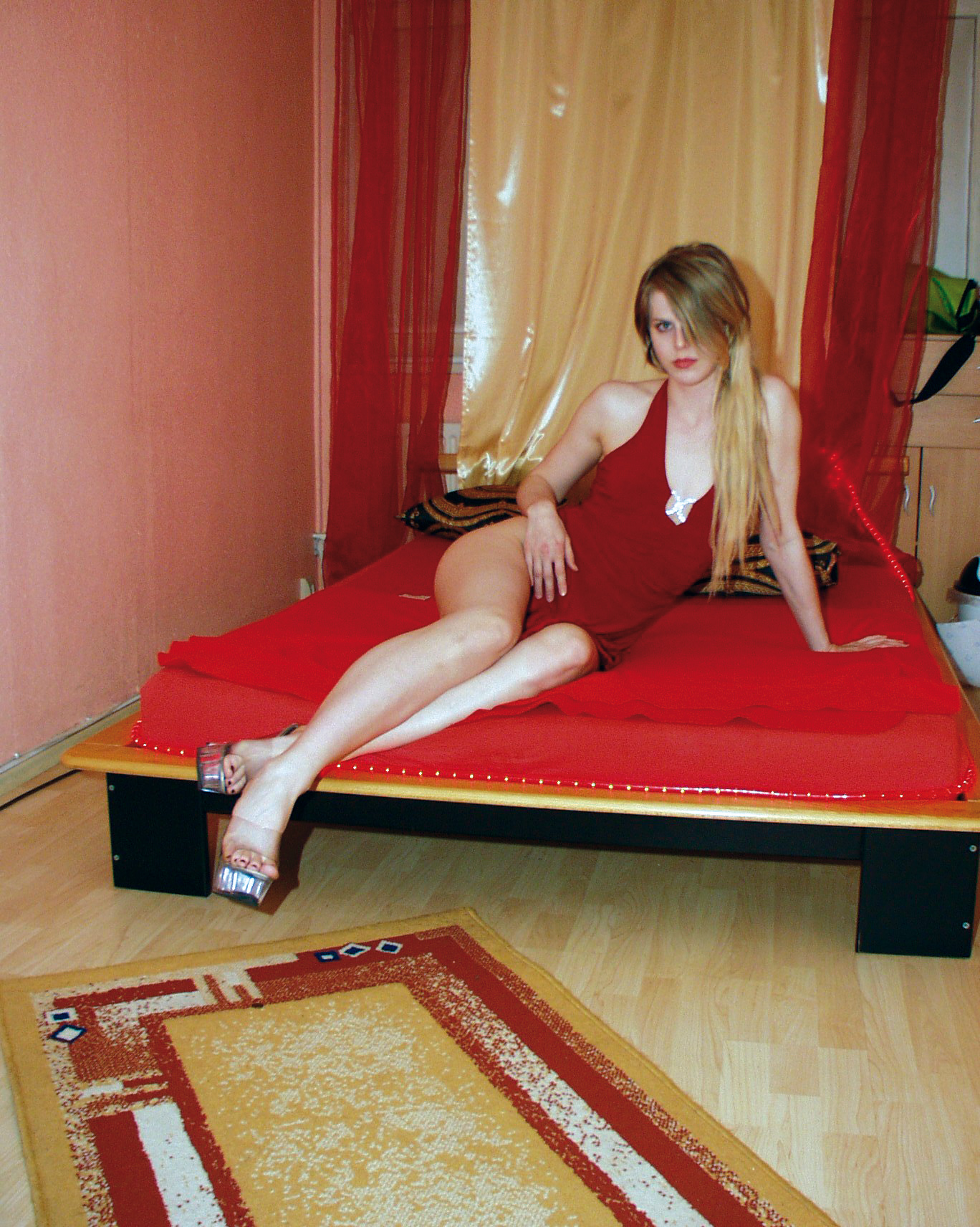
عاهرة ألمانية

مصطلح «العامل بالجنس» تم صكّه في عام 1978 من قبل الناشط الخاص بحقوق العاملين بالجنس، «كارول ليه». استخدام المصطلح صار دارجًا بعد نشر مجموعة المُختارات الأدبية تحت عنوان: العمل بالجنس: كتابات من قبل نساء من داخل صناعة الجنس في 1987، تعديل فريدريك ديلاكوست وبريسيلا أليكساندر. بعدها تم انتشار المصطلح ليتم استخدامه على نطاق أوسع؛ فتم إدراجه في المنشورات الأكاديمية من قبل المنظمات غير الحكومية واتحادات العاملين، وأيضًا من قبل الوكالات الحكومية وغير الحكومية، مثل المنظمة العالمية للصحة. وتم إدراج المصطلح في قاموس أوكسفورد للإنجليزية  وقاموس ميريام ويبستر.
وبالرغم من ذلك، تمت معارضة المصطلح من قبل الكثيرين ممن يعارضون العمل في صناعة الجنس ذاتها، مثل المحافظين اجتماعيًّا، الناشطين النسائيين المعارضين لبيع الهوى، وبعض المُمانعين الأخرين. تلك المجموعات ترى بيع الهوى على أنه جريمة أو تضحية بالعاملين به، ويعتقدون أن مصطلح «العمل بالجنس» ما هو إلى نشاط إجرامي مُصرّح به، أو استغلال بحت للعامل تحت مسمى العمل أو الوظيفة.

## التطبيق

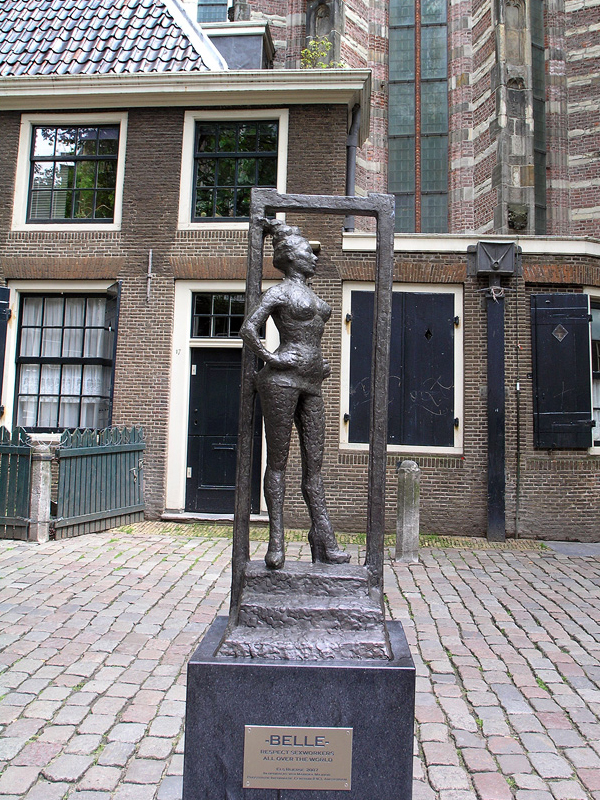
تمثال برونزي لبيلا في مقاطعة الضوء الأحمر في أمستردام دي والين، يقول: «احترموا العاملين بالجنس بجميع أنحاء العالم»

العاملين بالجنس يمكن أن يتم تصنيفهم تحت أي نوع، ويقومون بمُبادلة الخدمات أو الأفعال الجنسية من أجل المال أو الهدايا الأخرى. دوافع العاملين بالجنس متنوعة بشكل كبير، فيمكن لها أن تتضمن الدَين، الإكراه، النجاة، أو ببساطة تكون وسيلة للعيش. التمكين الجنسي يُعتبر سببًا مُحتملًا آخر لتفسير لماذا يعمل الناس بالجنس. وجدت إحدى الدراسات أن غالبية العاملين بالجنس الذين تم عمل لقاءات معهم يستمتعون بعملهم، ويشعرون فيه بأنهم هكذا يعيدون استكشاف أنفسهم. يمكن أيضًا للمرونة في اختيار ساعات العمل، بل أيضًا شريحة العملاء أن يكونا عنصرين هامين في قابلية العمل في هذه الصناعة بدلًا من الصناعات الأخرى. العمل بالجنس أيضًا يمكن له أن يكون وسيلة لتمويل وتصعيد حالة الإدمان(16) فهذا العمل يتم تمويله من قبل إدمان الفرد للمواد غير القانونية قبل دخوله الصناعة، أو أن يتم تقديمه لتلك المواد بعد دخوله إياها. تلك الدوافع أيضًا تتحاذى مع الأجواء المحيطة للعمل بالجنس بداخل المجتمعات والثقافات المختلفة. ففي بعض الحالات، العمل بالجنس يُقترن بالسياحة. العمل بالجنس يُمكن أيضًا أن يأخذ صورًا عديدة مثل بيع الهوى، التعرّي، أو الرقص بين أحضان العملاء، العمل بالبورنوغرافيا، الجنس عبر الهاتف أو الإنترنت، أو أي نوع آخر ينص على مُبادلة الخدمات الجنسية مقابل النفع المالي أو المادي. التنوّع الكبير في الخدمات والمهام التي يشملها العمل بالجنس، يؤدي إلى تنوّع كبير أيضًا في مخاطر وطبيعة الأشياء التي يقابلها العاملون بالجنس أثناء تأدية عملهم. يمكن للعاملين بالجنس أن يعملوا كأفراد مستقلين في مؤسسات أو شركات خاصة، أو يعملوا كجزء من بيت دعارة شامل. كل ما سبق يمكن الانضمام إليه بالإرادة الحرّة، أو تحت الإجبار. العالمون بالجنس أيضًا يتم استئجارهم ليصبحوا رفقاء سفر أو ليقوموا بأداء خدمات جنسية داخل سياق الرحلة؛ وأيضًا ما سبق يمكن أن يكون بالإرادة أو بالإجبار. المتحولون جندريًّا هم أصحاب الاحتمالية الأكبر في تعداد السكان العام للعمل بالجنس، وعلى وجه الخصوص النساء المتحولات والناس المتحولون لونيًّا. وفي دراسة للنساء الهنديات العاملات بالجنس، الأميّة والحالة الاجتماعية المُتدنية لهن كانتا شائعتين بينهم مقارنة بالتعداد السكاني العام للإناث.
عانت الكثير من الدراسات للحصول على معلومات ديموغرافية تدل على مدى انتشار العمل بالجنس في البلدان العديدة، بسبب وجود العديد من الدول والمُدن التي لديها قواعد تمنع بيع الهوى وأي نشاطات أخرى متعلقة بالعمل بالجنس. بالإضافة إلى كون الاتجار بالجنس أو العمل الجبري به من الصعب حصر بياناته، وهذا يرجع إلى طبيعته الخفية والتي تكون متوارية عن الأعين. كما أن الحصول على عينة مُحددة مُمثِلة للعاملين بالجنس في البلدة المعينة يكون شبه مستحيل، لأن تعداد السكان نفسه لا يكون معلومًا من الأساس. الحفاظ على السرية والخصوصية في الأبحاث هو أيضًا شيء صعب، وهذا يرجع إلى احتمالية ملاحقة هؤلاء التقدمين للدراسة قضائيًّا إذا تم الإفصاح عن هوياتهم بشكلٍ أو بآخر.
وبالرغم من أن الخصائص الديموغرافية للعاملين بالجنس تختلف من منطقة لأخرى ويكون من الصعب قياسها، إلا أن هناك بعض الدراسات التي عمدت إلى تقدير ودراسة تركيب مجتمع العمل بالجنس في العديد من الأماكن بطرق مختلفة. فعلى سبيل المثال، فإحدى الدراسات التي اختصت بدراسة العمل بالجنس في تيخوانا بالمكسيك وجدت أن أغلب العالمين بالجنس هناك هم صغار، إناث، وغيريّو الجنس. العديد من تلك الدراسات عمدت إلى استخدام عينات قليلة من العاملين بالجنس والقوّادين من أجل استقراء بيانات يمكن تطبيقها على نطاق أوسع من العاملين بالجنس. والجدير بالذكر أن تقريرًا ما درس تجارة الجنس تحت الأرض بالولايات المتحدة الأمريكية، واستخدم فيه البيانات المعلومة مسبقًا عن تجارة المواد المُخدرة الممنوعة والأسلحة، بجانب بعض اللقاءات مع العالمين بالجنس والقوادين أنفسهم، كل هذا من أجل استقراء العدد الإجمالي للعاملين بالجنس في ثمان مدن أمريكية. وبالرغم من ذلك، فهذه الدراسات تعمد إلى وجهات نظر وآراء ونشاطات القوادين، عوضًا عن العاملين بالجنس أنفسهم. والنقد الأخر الذي يوجه لتلك الدراسات، هو أن الإتجار بالجنس ليس مقرونًا بالشكل الكافي بالعمل بالجنس ذاته.

## الأبعاد القانونية للعمل بالجنس

أخضر: مسموح / أصفر: مسموح بتحكمات معينة / قرمزي: غير مسموح / رمادي: لا معلومات

استنادًا على القانون المحلي للدول المختلفة والمنفصلة، نشاطات العاملين بالجنس يمكن أن يتم تنظيمها، التحكم فيها، السماح بها، أو منعها من الأساس. في أغلب الدول، حتى تلك التي يكون فيها العمل بالجنس قانونيًّا، يتم تشويه صورة العالمين بالجنس ووصمهم بالعار، بجانب تهميشهم، وهذا قد يمنعهم من طلب استدراك المجتمع للتفرقة والتمييز الذين يعانون منه (مثلًا: التمييز العنصري من قبل مالك ملهى للتعري لراقصي التعري الذين يعملون لديه)، عدم الدفع من قبل العميل، السب والقذف، أو حتى الاغتصاب. صنّف المحامون الخاصون بعاملي الجنس ذلك على أنه نوع من الخوف المرضي من أفعال العُهر «هوروفوبيا».
قانونية الأنواع المختلفة من أعمال الجنس تختلف وتتنوع داخل وبين بقاع العالم المختلفة. فعلى سبيل المثال، البورنوغرافيا قانونية في الولايات المتحدة الأمريكية، بينما بيع الهوى غير قانوني في معظم أجزاء نفس الدولة. وعلى الجانب الأخر في بقاع أخرى من العالم، البورنوغرافيا وبيع الهوى كلاهما غير قانوني على الإطلاق، وفي البعض الأخر يُعتبرا قانونيين تمامًا. وكمثال على الدول التي يتم فيها شمل البورنوغرافيا، بيع الهوى، وكل تلك المهن أسفل عباءة العمل بالجنس وجميعها يكون قانونيًّا، لدينا نيوزيلاندا. فتبعًا لحركة إعادة تشكيل مفهوم بيع الهوى في نيوزيلاندا، تم صبغ القوانين والتشريعات بطابع يضمن أمن وسلامة العالمين بالجنس. فكمثال، منذ تفعيل تلك القوانين الجديدة «أي شخص يسعى لفتح بيت دعارة أكبر، حيث يمكن لأكثر من أربعة عاملين العمل به، سيتطلب رخصة وشهادة خاصة له، وتلك الشهادة تضمن كونه شخصًا مناسبًا لممارسة نشاطات تحكّمية وتنظيمية على العالمين بالجنس لديه. هذا بالإضافة إلى إن العالمين في المراكز والمؤسسات الخاصة بتلك الأفعال مسموح لهم باللجوء إلى الحماية التي تضمنها حقوق العاملين وحقوق الإنسان، ويمكن لهم أن يرفعوا القضايا ويَمثُلوا بداخل المحاكم كغيرهم من الموظفين في أي مجال آخر.» أما في المناطق التي يُعتبر فيها العمل بالجنس غير قانوني، فالمحامون المتخصصون في حقوق العالمين بالجنس هناك يتجادلون حول أن الطبيعة المتحفظة للمجتمع والمتمثلة في منع بيع الهوي، تُعتبر حاجزًا يحول بينهم وبين الوصول إلى المصادر القانونية التي تساند موقفهم. ومن الناحية الأخرى، يقول بعض المعارضون لبيع الهوى أن العمل بالجنس هو استغلال واضح وصريح، ولا يمكن التصريح بقانونيته أبدًا وتغليفه كشيء يحترم حقوق ورغبة القائم به في القيام به.
توجد العديد من النقاشات والجدالات حول قانونية بيع الهوى/العمل بالجنس. ففي إحدى الدراسات، النساء اللاتي انخرطن في العمل بالجنس تم عمل مقابلات معهن، وتم سؤالهن إذا كن يردن أن يكون العمل بالجنس قانونيًّا أم لا. فردوا قائلين إنهن لا يفضلن ذلك، فمن وجهة نظرهن، فذلك يجعلهن في خطر أكبر من الاعتداء من قبل الزبائن العدوانيين باعتبار أن ما يقمن به في هذه الحالة عمل قانوني وإذا تم الاعتداء عليهن في هذه الحالة، فهذا يزيد من رجولة المُعتدي نفيه. ولا يردن أيضًا للعائلة والأصدقاء أن ينخرطن في هذه الصناعة من أجل المال. وعلى الجانب الأخر، يوجد جدال أيضًا ينص على أن قانونية العمل بالجنس يجب النداء بها وتنفيذها، وأن النساء لا يجب أن يُعاملن على أنهن بضائع جنسية بحتة. فوضحت إحدى الدراسات أن بالدول التي يكون فيها بيع الهوى مسموحًا، كانت فيها زيادة مستطردة في استغلال الأطفال كبائعي هوى. وهذا كان أحد أسباب الجدال القائم والذي يريد منع العمل بالجنس للحد من انخراط الأطفال في مثل هذه الأفعال التي تؤثر عليهم سلبًا. الدراسات أيضًا أثبتت أن قانونية العمل بالجنس عملت على زيادة انتشار الإتجار بالجنس، وهذا يُعتبر سببًا آخر يدفع بعض الناس لجعل العمل بالجنس غير قانوني.
توجد أيضًا جدالات أخرى لجعل بيع الهوى/العمل بالجنس قانونيًّا. وأكبر واحد فيهم ينص على أن النساء من حقهن فعل أي شيء يردنه بأجسادهن الخاصة. ولا يجب على الحكومة أن يكون لها رأي في الذي يفعلنه من أجل العمل، وإذا قررن بيع أجسادهن، فهذه هي رغبتهن الخاصة. وأيضًا أحد أسباب السماح بقانونية ببيع الهوى هو أن تدعيم قوانين تحريم بيع الهوى ما هو إلا إهدار للمال. هذا لأن بيع الهوى سيستمر في التواجد دائمًا بالرغم من القوانين والتنظيمات التي يتم تفعليها ضد وجوده الشاذ بالنسبة للحكومات. وبشأن التمييز ضد العمل بالجنس، وزير العدل بنيوزيلاندا طرح الجدال على الهيئات القضائية قائلًا: «بيع الهوى تواجد منذ وقت طويل جدًا، وسيستمر في ذلك... منعه ليس وسيلة للتقدم...يجب على المرء أن يسمح ببيع الهوى التطوعي والقائم على رغبة الفرد. السلطات يمكن لها أن تنظم تلك العملية، ويمكن لها أن تكون صحيّة، أمنية، شفافة، وخالية تمامًا من أي أعراض جانبية إجرامية» الناس الذين يريدون أن يجعلوا بيع الهوى قانونيًّا لا يرون أن قوانين منعه فعّالة من الأساس، وعلى الأموال أن تُنفق في مجال آخر. ويرى آخرون أن قانونية العمل بالجنس ستقلل من نسبة الأذى الذي يطال العاملين بالجنس أنفسهم. فيرون أن التقليل من التمييز ضد العاملين بالجنس، سيترتب عليه استغلال أقل لهم من قبل الأطراف الثالثة مثل القوادين والمُدراء. أما العامل الأخير في نقاش قانونية العمل بالجنس هو أن قوانين منع بيع الهوى ليست دستورية من الأساس. فيعتقدون أن هذه القوانين تدحر حقوق الناس في حرية الرأي، الخصوصية، إلخ.

## تقليل الخطر
تقليل الخطر في العمل بالجنس لهو موضوع محل جدل كبير. «الإلغائية الإبطالية – التحرير من العبودية» و «عدم الإلغائية الإبطالية» أو «التمكين التام وليس فقط التحرير من العبودية» تتم الإشارة إليهما كوسيلتين يمكن من خلالهما تقليل الخطر. فالإلغائية الإبطالية تنادي بمنع كل نشاطات العمل بالجنس والعبودية المقترنة بها عمومًا، بينما سياسة التمكين لا تشجع العاملين بالجنس على التحرر، بل وتكوين شبكات داخلية تمكنهم من منع العدوى المرضية المنتقلة جنسيًّا والمخاطر الصحية الأخرى التي تصيبهم عند التواصل بين بعضهم البعض. الطريقتان كلتاهما تسعيان نحو التقليل من نسب الإصابة بالأمراض وجميع الأعراض السلبية للعمل بالجنس.
بالإضافة إلى أن العاملين بالجنس أنفسهم تركوا التنازع حول الطبيعة التفرعية للإلغائية الإبطالية وعدم الإلغائية الإبطالية، ووجهوا نظرهم نحو حقوق العالمين بالجنس. ففي عام 1999، ادعت شبكة مشاريع العاملين بالجنس أن «تاريخيًّا، إجراءات منع الإتجار بالجنس كانت مهتمة بحماية النساء البريئات وعدم السماح بكونهم بائعات هوى، بشكل أكبر من اهتمامها بضمان حقوق العالمين بصناعة الجنس أنفسهم.» ادعى محامي حقوق العالمين بالجنس، «بينيلوبي سوندرز» أن الاقتراب أكثر لحقوق العالمين بالجنس يحتاج إلى دراسة أعمق للمحتوى التاريخي للعمل بالجنس، أكثر من كونه متعلقًا بالإلغائية الإبطالية أو التمكين. بالإضافة إلى «جو دوزيما» الذي كتب أن التفرّع الثنائي الخاص بالتقرّب التطوعي والجبري للعمل بالجنس، عمل إلى إنكار وكالات العاملين بالجنس.

### الصحة
العاملون بالجنس من غير المرجح أن يفشوا طبيعة عمليهم للقائمين على تقديم الرعاية الصحية. هذا يمكن أن يكون بسبب الخجل، الخوف من عدم التقبل، أو الاعتقاد الداخلي بأن العمل بالجنس ليس له آثار جانبية على صحتهم. تجريم العمل بالجنس في العديد من الأماكن قد يؤدي أيضًا إلى منع التصريح بذلك، بسبب الخوف من تقديمهم للشرطة بسبب أفعالهم غير القانونية. توجد فقط القليل جدًا من الحمايات القانونية للعاملين بالجنس بسبب التجريم، لذلك في العديد من القضايا نجد أنه عندما يقدم عامل بالجنس بلاغًا بالتعدي عليه بالعنف لمركز تقديم خدمة رعاية صحية، غالبًا مُقدم البلاغ لن يستطيع اتخاذ أي إجراء قانوني ضد المُعتدي الغاشم.
المخاطر الصحية للعمل بالجنس ترتبط بشكل رئيسي بالعدوى المرضية المنتقلة جنسيًّا، بجانب استخدام المُخدِرات. فوضحت إحدى الدراسات أن قرابة الـ 40% من العالمين بالجنس زاروا مراكز تقديم خدمات الرعاية الصحية، وكان ذلك بسبب الاستخدام غير القانوني للمخدرات. وبشكل عام، النساء المتحولات جندريًّا لديهن نسبة أعلى من الإصابة ونقل مرض الإيدز مقارنة بالذكور والإناث العاملين بالجنس، وأيضًا مقارنة بالنساء المتحولات جندريًّا واللاتي لا يعملن بالجنس.
السبب خلف كون النساء المتحولات جندريًّا لديهن نسبة أعلى في الإصابة بالإيدز وتطويره، هو التركيبة التي لديهم من عوامل الخطر. فهم يواجهون مخاطر بيولوجية، شخصية، ارتباطية، وتركيبية تزيد من نسبة إصابتهم بالإيدز. المخاطر البيولوجية قد تتضمن الاستعمال الخاطئ للواقي نتيجة عطل في عملية الانتصاب بسبب تعاطي هرمونات تزيد من نسبة الأنوثة، هذا بالإضافة إلى الجماع الشرجي بدون واقي من الأساس، مما يزيد من نسبة الإصابة بالإيدز. المخاطر الشخصية تتمثل في المشاكل والقضايا الذهنية الصحية، والتي قد تقود إلى مخاطر جنسية، مثل القلق الوسواسي، الاكتئاب، تعاطي المواد المختلفة نتيجة عدم وجود الدعم، العنف، إلخ. أما المخاطر التركيبية تتضمن الانخراط في العملية الجنسية المرتبطة بالفقر، تعاطي المواد المختلفة، وعوامل أخرى تكون شائعة أكثر بين النساء المتحولات جيندريًّا بناء على نزعتهم التي تنص على أن يكونوا مهمشين مجتمعيًّا وغير مُتقبَلين بسبب تحديهم للأنماط الجيندرية الطبيعية. الخطر الأكبر للإصابة بالإيدز هو الجنس غير الآمن مع شركاء الجنس من الذكور، فجمعت بعض الدراسات أن رجال العروض الذين أقاموا علاقات جنسية مع النساء المتحولات جيندريًا كانوا أكثر عرضة لتعاطي المخدرات مقارنة بالذكور الذين لم يفعلوا ذلك.
استخدام الواقي هو وسيلة للتخفيف من انتقال الأمراض المعدية المنتقلة جنسيًّا. لكن بالرغم من ذلك، تداول الواقي بين العملاء والزبائن يكون عائقًا يحول دون ممارسة الجنس الآمن. وبينما لا توجد بيانات كافية لمعدلات العنف ضد العاملين بالجنس، فيوجد بعض العاملين بالجنس الذين لا يستعملون الأوقية بسبب الخوف من مُعاندة وعنف العميل تجاه ذلك. وأيضًا توجد بعض الدول التي لديها قواعد تنص على عدم امتلاك أوقية على الإطلاق، وذلك بالطبع يقلل احتمالية استخدام العالمين بالجنس للأوقية. والجدير بالذكر أن زيادة التنظيم والتشابك بين العالمين بالجنس أظهر زيادة ملحوظة في استخدامهم للأوقية، وذلك عبر زيادة الوعي بالأمراض المعدية المنتقلة جنسيًّا وطُرق منعها. وبيوت الدعارة التي لديها نشاطات صحية سليمة مثل وجود الأوقية، لديها أيضًا نسب مرتفعة من استخدام الأوقية من قبل العاملين بها.

#### شكوك واهتمامات راقصي التعرّي
الصحة العقلية والشعور بالعار
من أجل حماية أنفسهم من الشعور الداخلي بالعار الناتج عن العمل بالجنس، يعمد الكثير من الراقصين إلى جعل أنفسهم شخوصًا آخرين. تلك الشخصنة الانفصالية تتضمن جعل النفس مختلفة أو متدنية عن سائر الأقران، بجانب أن الشخصية الداخلية للراقص تخلق حواجزًا تفصل بيت نفسه الحقيقية، ونفسه الظاهرية كراقص. تلك الحالة تجعل الراقصين في حالة كبيرة من التوتر والقلق، فبالتالي تجعلهم يلجؤون إلى المخدرات والخمور للتأقلم مع الواقع. وبما أن ذلك الوضع منتشر حول العالم بشدة، فصار استخدام المخدرات شائعًا في أي مشهد لراقصي التعرّي.
وبالرغم من عمومية هذه الأفعال، إلا أن اعتبارهم كغير مستخدمين، أو وضعهم تحت غطاء المستخدمين للمخدرات الهامشية لشيء مهم. هذا بسبب أن هؤلاء الراقصين ينموّن دستورًا أخلاقيًّا معينًا تجاه الذين يقاومون المناخ المليء بالمُخدرات. فهو بمثابة عهد بين القوّة الشخصية وقوة الإرادة. وهو أيضًا جسر تفاهم مناسب للراقصين للتفاعل البناء مع الراقصين الأخرين. بجانب أن زيادة قيمة مقاومة المخدرات تضع الراقصين النقيين بشكل مستطرد بعيدًا عن الاستخدام المحلي للمخدرات، وهذا يجيب على أن لماذا الراقصون في بعض الأحيان يخبئون معلومة الاستخدام القوي للمخدرات لأنفسهم.
الشعور بالداخلي بالعار يدفع راقصي التعري لإخفاء حياتهم تلك عن الأصدقاء والعائلة، مُبعدين أنفسهم تمامًا عن نظام الدعم المعنوي. بجانب أن التوتر المصاحب لإخفاء تلك الحقيقة من الأخرين بسبب الخوف من التمحيص والتدخل في حياتهم، يؤثر على صحتهم العقلية والذهنية. الشعور بالعار مصطلح من الصعب الحديث فيه، لأنه تجريدي بشدة، لكن يمكن القول إنه سيكون من النافع والمفيد أن نعمل من أجل تعميم العمل بالجنس وجعله طبيعيًّا كوسيلة عادية للعيش وكسب الرزق. ذلك التعميم سيُزيل عبء القلق مع أعلى صدور العديد من الراقصين الذي يعانون منه، وذلك على الأرجح سيدفعهم ليكونوا أكثر انفتاحًا بشأن عملهم. وكونهم منفتحين بشأن عملهم، هذا سيجعلهم يتواجدون في منتصف نظام دعم معنوي قيّم ومفيد، وبذلك يتم التقليل من تطبيق فلسفة الأخر، وأيضًا التقليل من استخدام المخدرات بشكل مستطرد وغزير بصناعة الجنس.

### العمل بالجنس جبريًّا
العمل الجبري بالجنس هو عندما يدخل أي فرد في تجارة الجنس بالإكراه عوضًا عن الدخول بالإرادة الشخصية. العمل الجبري بالجنس على الأرجح يزيد من نسبة إصابة العامل بالجنس بالإيدز أو أي عدوى مرضية أخرى منتقلة عن طريق الجنس، وعلى وجه الخصوص عندما يدخل أحدهم مجال العمل بالجنس قبل سن الثامنة عشر. بالإضافة إلى أنه حتى عندما يوافق بعض العاملين بالجنس على القيام بالأفعال الجنسية، فأحيانًا ما يتم إجبارهم بالإكراه على فعل ما يريد العملاء (غالبًا الجماع الشرجي). بجانب أن العاملين بالجنس قد يلقون مقاومة شديدة من العملاء ضد استخدامهم للأوقية أثناء العملية الجنسية، والتي ينتج عنها عدم رضا من قبل العامل بالجنس تجاه ما يفعله؛ وذلك الشعور الخطير يتضاعف عندما يتم الإتجار بالعاملين بالجنس أو إجبارهم على العمل بشكل لا يريدونه في المجال.
العمل الجبري بالجنس غالبًا ما يتمحور حول الخداع – فيتم إخطار العاملين أنهم يستطيعون كسب الرزق من خلال هذه الصناعة، ثم لا يتم السماح لهم بالمغادرة. هذا النوع من الخداع يمكن أن يسبب لهم أعراضًا مرضية على الصعيد الذهني والعقلي سويًّا. بالإضافة إلى تقدير بعض الدراسات أن بين 40% و70% من العاملين بالجنس يواجهون حالات من العنف خلال العام.  الآن، يوجد بعض الدعم للعاملين المهاجرين في بلدان عديدة، متضمنين الذين تم الإتجار والذهاب بهم إلى مكان آخر من أجل القيام بعمليات وأفعال جنسية.

## الحقوق والمُحاماة
المحامون الخاصون بحقوق العاملين بالجنس يُجادلون بدور القضاء حول أنه يجب على العاملين بالجنس أن يحصلوا على نفس الحقوق الإنسانية والوظيفية الأساسية لجميع العاملين الأخرين في أي مجال آخر. فعلى سبيل المثال، الرابطة الكندية للعمالة الجنسية تنادي بجعل العمل بالجنس قانونيًّا، القضاء على تنظيمات الولاية التي تكون عدائية تجاه العاملين بالجنس مقارنة بقوانين العاملين بالمهن الأخرى، الحق في تدارك وجود وحماية العالمين بالجنس تحت عباءة قوانين العمالة والتوظيف، الحق في الانضمام إلى وعمل منظمات واتحادات وظيفية رصينة، وأخيرًا الحق في السفر وتخطي الحدود الجغرافية من أجل العمل. المحامون أيضًا يريدون أن يروا تغيّرات فعلية في النشاطات القانونية التي يتضمنها العمل بالجنس، فمشروع المظلة الحمراء دفع ونادى بعدم تجريم استخدام الأوقية، وتم تحويله إلى برنامج العاملين بنيويورك. المُحاماة من أجل مصلحة العاملين بالجنس قد تأتي من مصادر متنوعة، مثل المنظمات غير الحكومية، منظمات حقوق العاملين، الحكومات، أو العاملين بالجنس أنفسهم. ففي كل عام بلندن تُعقد جلسة «جوائز الحريّة الجنسية» من أجل تسليط الضوء على وتشريف المحامين والرموز البارزة في مجال السعي نحو تحقيق حقوق وحرية العاملين بالجنس في المملكة المتحدة البريطانية، والتي يكون فيها العمل بالجنس قانونيًّا بشكل أساسي في البلاد.

### إنشاء نقابات العمل بالجنس
إنشاء نقابات للعاملين بالجنس هو تطوّر حديث نسبيًّا. فالمنظمة الأولى التي نشأت تبعًا للقوانين الحديثة للعاملين بالجنس كانت لحركة «انزع عن كاهلك كل أخلاقك البالية» (COYOTE). فتم البدء فيها عام 1973 في سان فرانسيسكو بكاليفورنيا. ثم تم إنشاء العديد من المنظمات الأخرى في الدول الغربية في العقد الذي تلي إنشاء المنظمة التابعة للحركة السابقة. أما الآن، فعدد قليل من منظمات العاملين بالجنس يتواجد على مستوى العالم. أحد أكبر تلك المنظمات هي «الاتحاد العالمي للعاملين بالجنس»، ويتمركز في المملكة المتحدة. المحامون الخاصون بذلك الاتحاد متواجدون من أجل المدافعة عن حقوق جميع العاملين بالجنس، مهما كان وضعهم، بالإرادة أو بالإكراه. ويقومون بعمل ورفع سياسات تفيد وتهم العاملين بالجنس، سواء بالمملكة المتحدة أو خارجها. توجد أيضًا أماكن عديدة كمراكز لاتحادات العاملين بالجنس أيضًا، مثل أمريكا اللاتينية، البرازيل، كندا، أوروبا، وأفريقيا.
أثناء صنع الاتحادات، يواجه العديد من العاملين بالجنس قضايا ومشاكل مرتبطة بالتواصل وقانونية العمل بالجنس ذاته. لأن العمل بالجنس غير قانوني في بعض الأماكن التي يريدون أن يُحدثوا فيها تنظيمًا وتغييرًا. ويوجد أيضًا اهتمام واتجاه منصبّ نحو قانونية العمل بالجنس كمجال عمل ونشاط يستحق تنظيمًا رسميًّا، خصوصًا بسبب التفرقة الجنسانية التي يعاني منها العاملون بالجنس، بجانب التقليل من قيمة العمل بالجنس نفسه مقارنة بالأعمال الأخرى التي يتلقى نظير عملها الأفراد أجرًا أعلى.
والعنصر الأخر الذي يؤثر على عمل اتحادات للعمل بالجنس هو أن الكثير من العاملين بالجنس ينتمون إلى جماعات ليس لها أي سجل تاريخي يدعم موقفها ويمثلها في الاتحادات العمّالية الأخرى. بينما هذا الاتحاد يمكن أن تتم رؤيته على أنه وسيلة لتمكين وإعطاء سلطة أوسع للعاملين بالجنس، وإعطائهم وكالات متخصصة في مجال عملهم. أيضًا تم نقد تلك الاتحادات على أنها تُسهم في الموافقة على التفرقة الجنسانية وعدم التوازن في القوى العاملة بشكل ضمني، تلك الأشياء المتواجدة في منظومة العمل بالجنس ذاتها. أيضًا الاتحادات أيضًا قد ترضخ للرأسمالية ومنظماتها، وهذا ما قد يُقلق الناشطين النسائيين.

#### إنشاء نقابات لراقصي التعرّي
المتعاقد المستقل ضد الموظف الرسمي
العارضون بشكل عام يمثلون مشكلة أثناء تصنيفهم، فهم في الغالب يستطيعون التحكم بشكل عالي بعملهم والمنتج الذين يقدمونه، وهذه مزية تفصلهم على المتعاقدين المستقلين. بجانب أن عملهم يمكن أن يكون فنيًّا في الطبيعة والأسلوب، ويتم في الغالب على قواعد ومبادئ مستقلة. لكن من الناحية الأخرى، لا يمتلك هؤلاء الراقصون الخواص المميزة للموظفين، مثل ساعات العمل الثابتة، الأماكن والمهام المحددة. فبالتالي، الأشخاص القائمون على التوظيف يقومون بتصنيفهم بشكلٍ خاطئ، لأنهم ليسوا متأكدين من الحالة العملية الخاصة بهم، أو يقومون بذلك بشكل مُتعمد لاكتساب مزية الأجور القليلة الخاصة بالمتعاقدين المستقلين. أصحاب ملاهي التعرّي يقومون بتصنيفهم بشكلٍ خاطئ وهم متعمدون لذلك ليصبحوا بذلك متعاقدين مستقلين بأجور زهيدة.
توجد أيضًا بعض العقبات بالنسبة لاحترام الذات والالتزام من أجل صنع الاتحاد المطلوب. ففي المقام الأول، يجب على الراقصين أنفسهم أن توجد بداخلهم النزعة والرغبة للاتحاد من أجل صنع أفعال جماعية مؤثرة. فبالنسبة للذين لا يريدون أن ينضموا إلى النشاط الجماعي أو يريدون أن يظلوا مستقلين، فالاتحاد بالنسبة لهم سيكون مُقيّدًا لهم مثل القائمين على إدارة الملهى بالضبط، فالدخول في الاتحاد يتطلب منهم مهامًا إجبارية، بجانب الرضوخ للقرارات التي تتم من قبل التصويت بالأغلبية، حتى وإن كانت تتوازى أو تتقاطع مع رغباتهم أو موافقتهم الشخصية.
أما في حالة دراسة السيدة الشهوانية، ذلك الملهى كان الأول الذي تديره النساء بالكامل والذي ينجح في الاتحاد عام 1996. بعض شروط العمل هناك كنت سيئة وتتضمن «معارضة نشاطات التعيين العنصرية، السماح للعملاء بتصوير مقاطع فيديو للراقصات بدون موافقتهم عبر مرايا ذات اتجاه واحد، سياسات تتضارب مع الانضباط، عدم وجود منافع صحية، وقلّة عامة في الأمان أثناء العمل». اتحاد راقصي التعري بالتأكيد يمكن أن يجلب شروط عمل جيدة وأجورًا مناسبة، لكن تحقيق ذلك صعب بسبب تصنيفهم المشبوه للعاملين. وكما هو الحال مع سائر الاتحادات، فيرفض الراقصون الانضمام إليها. وهذا الرفض ممكن أن يكون بسبب عوامل عديدة، تتراوح بين سعر الانضمام إلى الاتحاد نفسه، وصولًا إلى الاعتقاد الداخلي لراقصي التعرّي بأنهم لا يحتاجون إلى اتحادات خاصة بهم، لأنهم في الأساس لن يعملوا بتلك المهنة لفترة طويلة من الزمن تخولهم نفسيًّا من دخول اتحاد ما.

### المنظمات غير الحكومية (NGOs)
المنظمات غير الحكومية غالبًا ما يكون لها دور كبير للتوعية الخاصة بالعاملين بالجنس، خصوصًا بالنسبة للإيدز ومنع الأمراض المعدية المنتقلة جنسيًّا. وبالرغم من ذلك، فإن تلك المنظمات عندما توجه حملات التوعية الخاصة بها تجاه العاملين بالجنس، ذلك يكون أقل تنظيمًا وتأثيرًا مقارنة بحملات منع الإيدز الأخرى التي تهتم بجماعات مختلفة من البشر (مثل الرجال الذين يقومون بالعلاقات الجنسية مع الرجال). هذا النقص في التنظيم يمكن أن يكون بسبب الحالة القانونية لبيع الهوى وأعمال الجنس الأخرى بداخل البلد المنشود بحملة التوعية؛ ففي الصين، العديد من المنظمات غير الحكومية المختصة في توعية العاملين بالجنس والذين يسيئون استخدام المخدرات، ليس لديهم رابط رسمي مع الحكومة، لذلك يقومون بعمل برامج التوعية خاصتهم على نطاق محدود وفترات متقطعة.
بينما بعض المنظمات غير الحكومية الأخرى زادت من برامجها للتحسين من الظروف الداخلية لمنظومة العمل بالجنس ذاتها، يتم نقد تلك المنظمات من آن لآخر بسبب فشلها في نزع السياسات التعسفية ضد بيع الهوى، وعلى وجه الخصوص الإتجار الجبري بالجنس. يؤمن بعض الدارسون بأن الدفاع عن الحقوق بداخل المنظمة ليس كافيًا؛ فبدلًا من ذلك، البرامج التي تدعم تمكين وسيطرة العاملين بالجنس على عالمهم وأنفسهم، يجب عليها أيضًا أن تمكنهم من الحق في ترك المجال نفسه، كما أنه يجب عليها تحسين وتطوير حقوقهم بداخل سياق العمل بالجنس نفسه كمنظومة وظيفية قائمة بذاتها.